# Melrose RFC
Der Melrose Rugby Football Club ist ein Rugby-Union-Verein, der in der Scottish Premiership spielt. Er ist in den Scottish Borders in Melrose beheimatet.
Der Melrose RFC wurde 1877 gegründet und ist seit dem Jahr 1880 Mitglied des schottischen Verbands Scottish Rugby Union. Im Jahr 1911 gewann der Verein erstmals die Border League, die älteste Liga des Rugby-Union-Sports. Diesen Erfolg konnte er 1939 wiederholen. Aufgrund des Zweiten Weltkriegs musste der Spielbetrieb pausieren, sodass keine weiteren Meisterschaftsspiele ausgetragen wurden. 
1973 wurde in Schottland eine landesweite Liga eingeführt, an der auch Melrose teilnimmt. In den ersten Jahren stieg der Verein mehrmals aus der ersten Division ab, stieg jedoch jeweils wieder sofort auf. 1990 konnte er erstmals den Meistertitel gewinnen. Weitere Titel folgten 1992, 1993, 1994, 1996 und 1997. 
Der Verein war der Gastgeber des ersten 7er-Rugby-Turniers der Geschichte im Jahr 1883. Ned Haig, Spieler des Melrose RFC, hatte sich diese Variante ausgedacht. Aus dem Verein sind 22 Nationalspieler hervorgegangen.

## Bekannte ehemalige Spieler
| - Craig Chalmers - Ned Haig - Craig Joiner - Keith Robertson - Craig Smith - Jim Telfer - Doddie Weir |